# Festival international du film documentaire de Jihlava

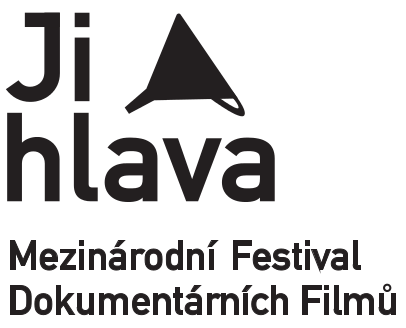

Le festival international du film documentaire de Jihlava (en tchèque : Mezinárodní festival dokumentárních filmů Ji.hlava - MFDF) est un festival de cinéma annuel consacré au film documentaire qui se tient à Jihlava, en République tchèque.
Le festival, qui a lieu traditionnellement à la fin du mois d'octobre, est le plus grand festival du film documentaires en Europe centrale et orientale.
La 24e édition du festival, créé en 1997, s'est tenue du 27 octobre au 1er novembre 2020.
Le festival international du film documentaire de Jihlava fait partie de Doc Alliance, une collaboration entre sept grands festivals européens du documentaire.

## Principaux prix
| Année | Titre                        | Réalisateur                    | Pays                          |
| ----- | ---------------------------- | ------------------------------ | ----------------------------- |
| 2007  | 731: Two Versions of Hell    | James T. Hong                  | Chine, États-Unis, Taiwan     |
| 2008  | Iraqi Short Films            | Mauro Andrizzi                 | Argentine                     |
| 2009  | Bassidji                     | Mehran Tamadon                 | Iran, Suisse, France          |
| 2010  | 48                           | Susana de Sousa Dias           | Portugal                      |
| 2011  | Lost Land                    | Pierre-Yves Vanderweerd        | Belgique                      |
| 2012  | Kuichisan                    | Maiko Endo                     | Japon, États-Unis             |
| 2013  | The Uprising                 | Peter Snowdon                  | Belgique, Royaume-Uni         |
| 2014  | I Am the People              | Anna Roussillon                | France                        |
| 2015  | Dead Slow Ahead              | Mauro Herce                    | Espagne, France               |
| 2016  | Spectres are haunting Europe | Maria Kourkouta, Niki Giannari | France, Grèce                 |
| 2017  | The Wall                     | Dmitry Bogolubov               | Russie                        |
| 2018  | Vacancy                      | Alexandra Kandy Longuet        | Belgique                      |
| 2019  | Fonja                        | Lina Zacher et collective      | Madagascar, Allemagne         |
| 2020  | White on White               | Viera Čákányová                | Slovaquie                     |
| 2021  | Lines                        | Barbora Sliepková              | Slovaquie, République tchèque |
| 2022  | 7h15 - Merle noir            | Judith Auffray                 | France                        |

| Année | Titre                              | Réalisateur                   | Pays                                                 |
| ----- | ---------------------------------- | ----------------------------- | ---------------------------------------------------- |
| 2003  | 66 Seasons                         | Peter Kerekes                 | Slovaquie                                            |
| 2003  | Sentiment                          | Tomáš Hejtmánek               | République tchèque                                   |
| 2004  | The Ring                           | Angus Reid                    | Slovénie                                             |
| 2005  | Snail Fortress                     | Deszo Zsigmond                | Hongrie                                              |
| 2006  | All day together                   | Marcin Koszalka               | Pologne                                              |
| 2007  | Artel                              | Simon Semtov, Sergei Loznitsa | Russie                                               |
| 2008  | The Flower Bridge                  | Thomas Ciulei                 | Roumanie, Allemagne                                  |
| 2009  | Border                             | Jaroslav Vojtek               | Slovaquie                                            |
| 2010  | Autobiography of Nicolae Ceausescu | Andrei Ujica                  | Roumanie                                             |
| 2011  | Bakhmaro                           | Salomé Jashi                  | Géorgie, Allemagne                                   |
| 2012  | Mirage                             | Srdan Keca                    | Royaume-Uni, Serbie                                  |
| 2013  | Winter / Miracle                   | Gustavo Beck, Zeljka Sukova   | Croatie, Danemark, Brésil                            |
| 2014  | We Come As Friends                 | Hubert Sauper                 | France, Autriche                                     |
| 2015  | Under the Sun                      | Vitali Manski                 | République tchèque, Russie, Allemagne, Corée du Nord |
| 2016  | The Dazzling Light of Sunset       | Salomé Jashi                  | Géorgie, Allemagne                                   |
| 2017  | Opera o Polsku                     | Piotr Stasik                  | Pologne                                              |
| 2018  | Timebox                            | Nora Agapi                    | Roumanie                                             |
| 2019  | TEACH                              | Alex Brendea                  | Roumanie                                             |
| 2020  | Latvian Coyote                     | Ivars Zviedris                | Lettonie                                             |
| 2021  | You Are Ceaușescu to Me            | Alex Brandea                  | Roumanie                                             |
| 2022  | Deserters                          | Amir Markovina                | Croatie                                              |